# Googleplex

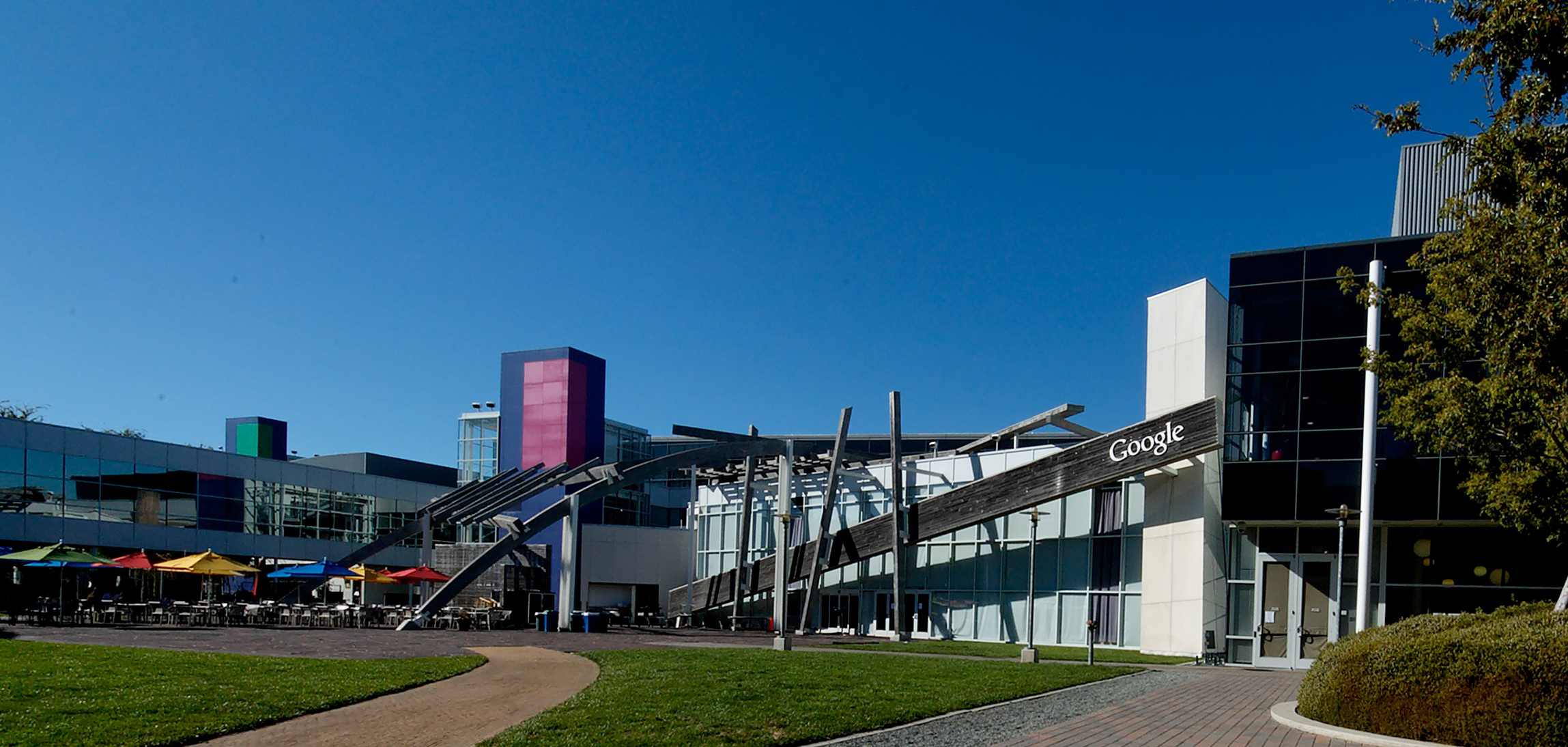
Panorama do interior do complexo.

Googleplex é o complexo de edifícios que formam a sede da empresa Google, situada na cidade de Mountain View, Califórnia, Estados Unidos. Esse nome é a junção da palavra Google e complex (complexo de edifícios), e faz referência à googolplex, nome dado para o número grande 10(10100), ou 10googol. Além disso, também faz referência ao livro O Guia do Mochileiro das Galáxias, de Douglas Adams, que cita Googleplex como um dos melhores computadores da história.

Em uma das entradas do complexo há uma réplica de um esqueleto de tiranossauro. Muitas são as versões existentes sobre as razões disso, mas uma das mais frequentes é a de que seria uma mensagem dos dois fundadores. A analogia seria de que os grandes dinossauros dominaram o mundo porém hoje estão extintos. Assim, a mensagem seria a de que o Google – líder em vários segmentos de tecnologia – precisaria continuar inovando e se adaptando constantemente, para não correr o mesmo risco. 